# Escala diatónica

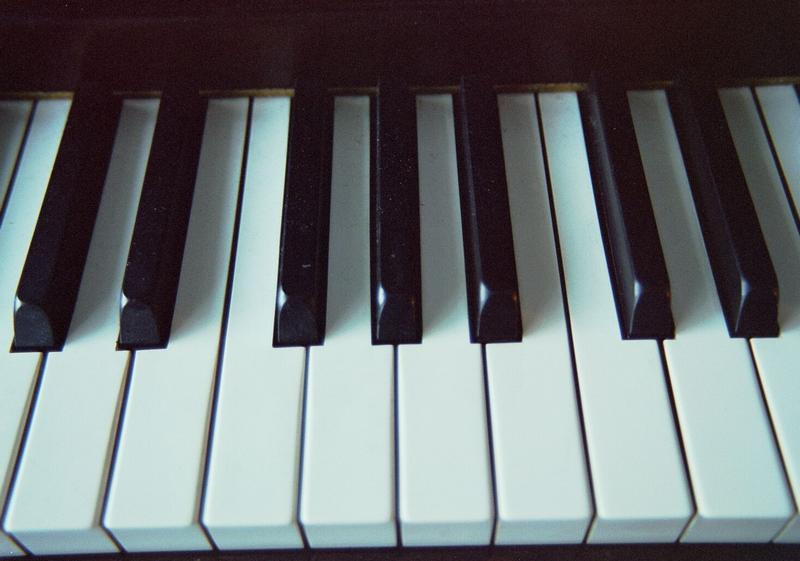
Teclado moderno de piano basado en la escala diatónica. La nota Do se encuentra más a la izquierda de la imagen y siete teclas blancas a la derecha, una octava más aguda.

La escala diatónica es una escala musical formada por intervalos de segunda consecutivos.
La palabra "diatónico" proviene de la palabra griega diatonikós (διατονικός), que esencialmente significa "a través de tonos", que a su vez viene de diátonos (διάτονος), "separado al máximo", refiriéndose a la distancia máxima posible entre los intervalos de semitono en ellas, frente a otras escalas, en que aparecen más próximos.
En la práctica común de la música clásica se simplifican los tipos de escalas diatónicas reduciéndolos a dos variantes o modos: el mayor (escala diatónica mayor) y el menor (escala diatónica menor). Los intervalos de segunda menor separados por un semitono (mi–fa y si–do) y los intervalos de segunda mayor separados por tonos completos (do–re, re–mi, fa–sol, sol–la, la–si). Esta escala tiene siete intervalos por octava, siendo la octava nota la repetición de la primera pero más aguda o grave.
En un instrumento de teclado las teclas blancas corresponden a la escala diatónica de do, tal como se muestra a continuación y en donde C–D–E–F–G–A–B es la notación alternativa a do–re–mi–fa–sol–la–si.

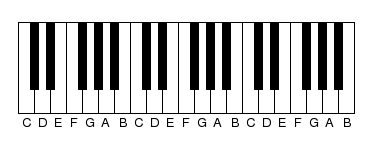
Esquema gráfico de un teclado de 3 octavas, en el cual se indican las posiciones de las notas usando el sistema anglosajón de notación musical.

## Escala diatónica mayor
Para formar una escala diatónica en modo mayor, se toma una serie progresiva de 5 justas diatónicas que se utilizan como  quintas justas y una disminuida y aumentada, a partir de la tónica. En la Tonalidad de do mayor, por ejemplo, esto se indica así:
La ordenación de todas las escalas por grados conjuntos de las notas de esta serie de quintas produce la escala diatónica del do mayor como se indica en el siguiente gráfico:
 

Las escalas mayores de primer tipo resultantes constan, por orden, de los siguientes tonos (T) y semitonos (st): T–T–st–T–T–T–st (dos tonos, semitono, tres tonos, semitono). Aplicando la fórmula anterior para la Escala de Do Mayor, daría como resultado la secuencia:
No conviene olvidar que la escala se completa con la octava, repitiendo el do de la siguiente octava más aguda.

## Escala diatónica menor
Con las mismas notas de la escala diatónica mayor se puede obtener otra escala que es conocida como la relativa menor de la escala original. Aunque es posible de un modo informal llamar a esta escala "la relativa menor", en realidad es la escala del tono relativo menor. Así pues, los tonos tienen entre sí una relación conocida como de relatividad mayor/menor e indirectamente sus respectivas escalas asociadas gozan de esta misma relatividad. La escala diatónica menor también recibe el nombre de escala menor eólica o escala menor natural.
Una forma de conocer la escala relativa menor de cada nota es descender en un intervalo de tercera menor. Esto sería así: si se está en la escala de do mayor y se desciende un tono y medio, nos daría la nota la (do–si–la descendiendo). Por lo tanto, la escala relativa menor de do mayor es la menor, y mantiene la misma armadura (es decir: las mismas alteraciones) aunque comenzando por la 'nueva' tónica (la en este caso).

### Ejemplo
La escala de la menor, siguiendo la terminología expuesta anteriormente, es la escala del tono relativo menor de do mayor. A la inversa, la escala de do mayor es la escala del tono relativo mayor de la menor.
La relatividad entre tonos, e indirectamente, entre escalas, nos indica que las mismas están conformadas por el mismo grupo de notas pero éstas se encuentran ubicadas en diferente posición con respecto a la nota raíz. Por ejemplo, la parte más característica de la escala de un modo mayor o menor son las cuatro primeras notas o primer tetracordo; si en el mayor es Tono–Tono–semitono, en el menor es Tono–semitono–Tono. Ello coloca a la tercera nota un semitono más abajo en el modo menor respecto del mayor, y al acorde tríada de tónica la sonoridad característica conocida vulgarmente como "acorde menor" o "acorde mayor", respectivamente.
Al comparar las escalas diatónicas mayor y menor (natural) se aprecian dos diferencias más, aparte de la diferencia ya expuesta de un semitono más abajo para la tercera. En la escala menor las notas sexta y séptima se encuentran también un semitono por debajo de sus respectivas notas de la escala mayor. Así pues, los intervalos que forman con la tónica las notas tercera, sexta y séptima son menores en un semitono que los correspondientes mayores, y así a estos intervalos reciben el nombre de tercera, sexta y séptima menores, a diferencia de los del modo mayor que se denominan como mayores.
El resto de las notas: fundamental, segunda, cuarta y quinta no varían entre las escalas de los modos mayor y menor cuando se consideran dos escalas con la misma raíz, ni sus intervalos a partir de la nota raíz o tónica, cualquiera que sea ésta.

## Tipos
Utilizando solamente alteraciones simples, se pueden producir 30 escalas diatónicas, 15 del modo menor y 15 del modo mayor. Teóricamente es posible el empleo de escalas diatónicas con alteraciones dobles y en este caso se pueden producir 28 escalas más.
Cada uno de los dos modos de escala diatónica posee cuatro tipos de escala diferentes. Los cuatro tipos de escala del modo mayor se forman mediante la serie de sonidos naturales de la ley físico–armónica, más las tres combinaciones que pueden realizarse tomando el sexto y séptimo grados del modo menor.
Tomando como ejemplo las tonalidades de do mayor y do menor, se pueden producir los siguientes cuatro tipos de escala del modo mayor y del modo menor:
| Modo mayor: do mayor.                                    | Modo menor: do menor. |
| Primer tipo. Escala natural.                             | Primer tipo. Escala natural. |
|                                                          | |
| Segundo tipo: Sexto grado del modo menor.                | Segundo tipo: armónica. Séptimo grado del modo mayor (al ser el B natural la distancia que tiene con la tónica es de un semitono no de un tono), ,. |
|                                                          | |
| Tercer tipo: melódica. Sexto y séptimo grados del menor. | Tercer tipo: melódica. Sexto y séptimo grados del mayor y al bajar se vuelve a escala natural menor.                                                |
|                                                          | |
| Cuarto tipo. Séptimo grado del modo menor.               | Cuarto tipo: dórica. Sexto grado del modo mayor. |
|                                                          | |

Como se puede observar, de los tres grados modales (3º, 6º y 7º) el tercero es invariable y no puede cambiar en la escala para que esta conserve su característica modal. Los otros dos grados, el sexto y el séptimo, pueden pertenecer a los dos modos, aunque esto no quiere decir que se transformen en grados de modo diferente, sino que prestan con su modalidad propia los diversos tipos de alteraciones diatónicas a la escala.